# Turandoti
Тurandoti (en georgià ტურანდოტი) és un llargmetratge soviètic georgià del 1989 dirigit per Otar Xamatava i basat en l'òpera Turandot. Fou exhibida a la secció oficial de la XI edició de la Mostra de València

## Trama
La companyia de teatre d'òpera treballa en la producció de l'òpera Turandot de Puccini. La pel·lícula tracta sobre les dificultats de dur a terme el muntatge.

## Repartiment
- Tsotne Nakashidze — Lado, director
- Barbara Dvalishvili — ajudant de direcció
- Nino Kruashvili
- Marika Giorgobiani
- Manana Davitashvili
- Naira Didia
- Maka Koridze
- Maya Gelashvili
- Otar Meґvіnetukhutsі — actor paralitzador
- Amiran Amiranashvili — director
- Givi Sikharulidze
- Vaso Rtskhiladze
- Lado Makvabishvili — assistent del director
- Georgy Tolorava